# Золотая Никса
Золотая никса (болг. Златна никса) — ежегодная награда болгарского «Сообщества книг-игр», которая присуждается лучшим книгам-играм, изданным в Болгарии за предыдущий год. Денежный приз не присуждается. Статуэтка награды — это фантастическое животное под названием «никса», держащее гусиное перо и стоящее на постаменте, на котором написано название работы-победителя и год.

## Описание
Никса — это фантастическое животное, впервые появившееся в книге-игре «Найти дракона» Спасимира Игнатова, входящей в сборник «Призвание — герой»
Никса — это маленькое сумчатое млекопитающее отряда короткохоботных, делает мелкие пакости, переходящие в большие неприятности. У неё короткая густая шерсть. Из неё часто делают плащей, перчаток и носков.
В год выхода произведения оно стало настолько популярным, что с его именем была учреждена награда за книги-игры, кроме того, изображение животного было принято в качестве логотипа издательства «Ассоциация КНИГИ-ИГРЫ», которая занимается преимущественно жанром книг-игр. Автором иллюстраций «В поисках дракона» и создателем образа никсы является Георги-TANGRA.
Приз изготовлен из экологически чистых материалов: статуэтка из валяной шерсти, а перо натуральное. Она покрыта золотой бронзой. Модель выполнена на иллюстрациях к книге-игре «Найти дракона», нарисованных TANGRA.
«Пёстрая никса» является производной наградой для художников и иллюстраторов в жанре книг-игр.

### Номинация
Все работы, опубликованные на болгарском языке, для которых болгарское «Сообщество книг-игр» считает, что они попадают в категорию, номинируются на награду.
Издания издательства «Фют» не номинируются из-за их невыясненного характера — действительно ли это книги-игры или образовательные тесты.
В 2017 году в номинации не включены «новая Сонора» — поскольку она не «новая» и «Путь Тигра 2: Убийца!» — поскольку это фанатское издание с тиражом, напечатанным по предварительным запросам.

### Вручение
Награда традиционно вручается на летнем фестивале «Таласымия», посвященном фантастической и сказочной болгарской мифологии. Проводится ежегодно с 2002 года в курортном посёлке Старозагорски-Бани.

## Носители
| год  | награждённая работа                                      | автор                                             |
| ---- | -------------------------------------------------------- | ------------------------------------------------- |
| 2013 | Калоян и золотая печать(болг. Калоян и златния печат)    | Георги Караджов                                   |
| 2014 | Ледяная Цитадель(болг. Ледената цитадела)                | Колин Воломбери                                   |
| 2015 | Герои (болг. Герои; фр. Y)                               | Эрик Берт                                         |
| 2016 | Кот и Чёрный Дракон (болг. Котарака и Абаносовия дракон) | Ал Торо (псевдоним Александра Торофиева)          |
| 2017 | Катарсис (болг. Катарзис)                                | Рэй Гард (псевдоним Андрея Журавлёва)             |
| 2018 | Защитники (болг. Пазители)                               | Ал Торо (псевдоним Александра Торофиева)          |
| 2019 | Борьба за элиту(болг. Борбата за елита)                  | Деян Рангелов                                     |
| 2020 | Шимбанг — темная вода(болг. Шимбанг - мрачна вода)       | Лейдрин Суийвър (псевдоним на Светослав Георгиев) |
| 2021 | Запад (болг. Запад)                                      | Сикамор Брайт (псевдоним на Явор Ялъчков)         |
| 2022 | Сезон тайн (болг. Сезон на тайни)                        | Радослав Апостолов                                |

## Галерея

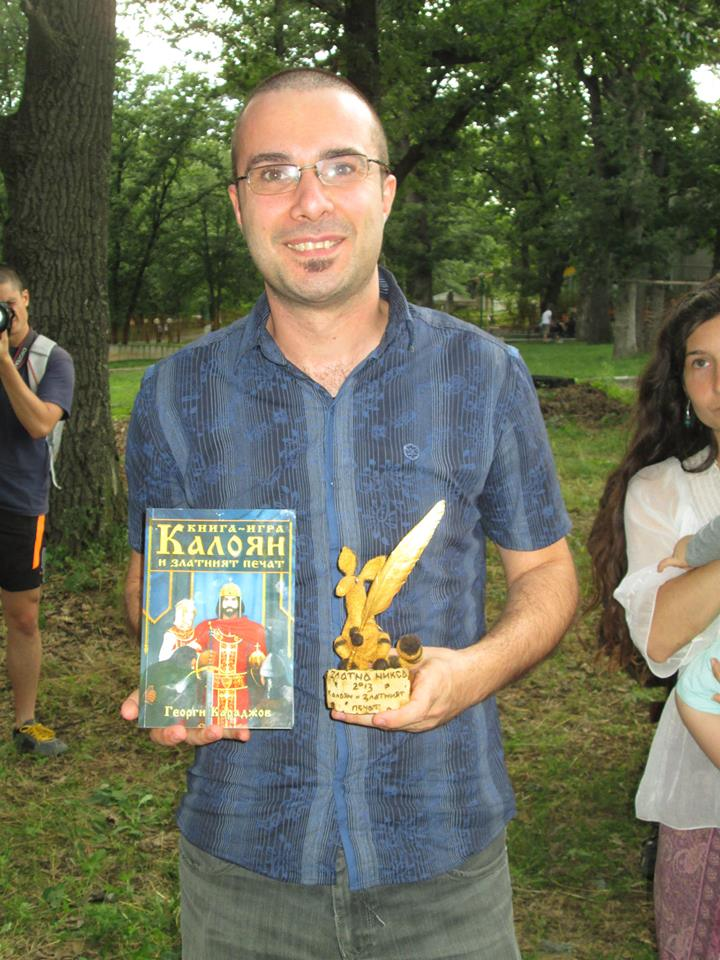
Георги Караджов со своей наградой за свою книгу, вышедшею в 2013 году
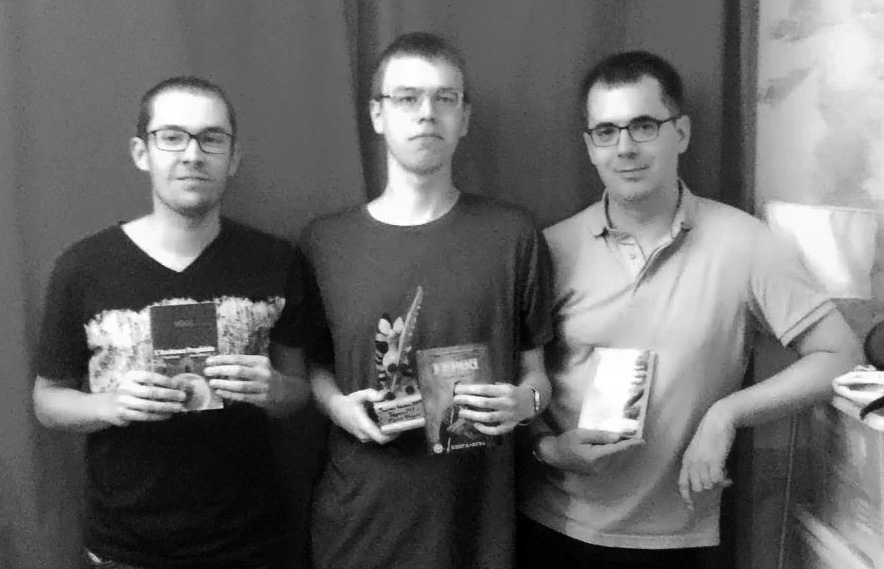
Эрик Берт со своей наградой за свою книгу, вышедшею в 2015 году
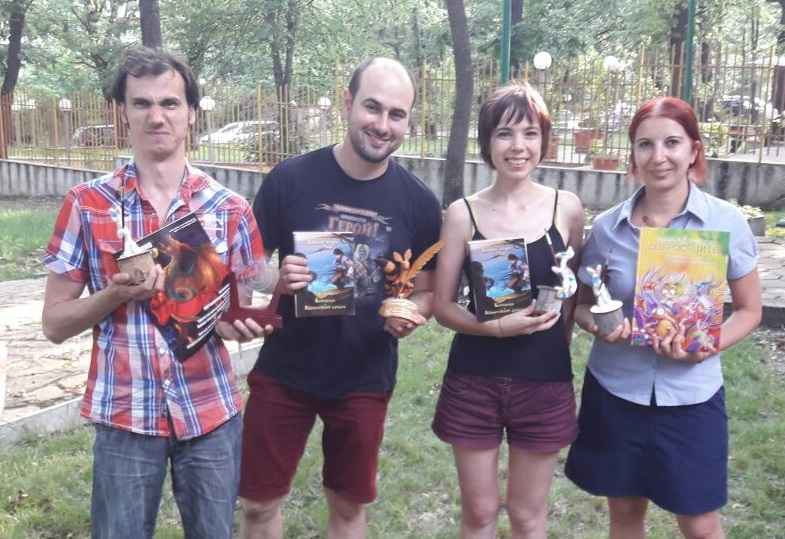
Александр Торофиев со своей наградой за свою книгу, вышедшею в 2016 году
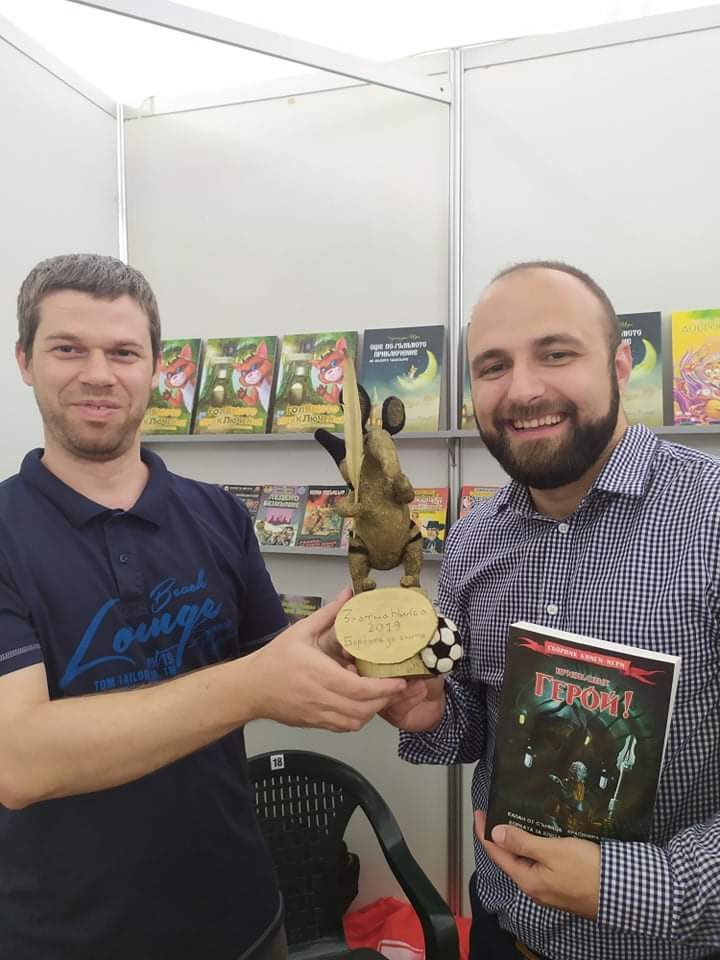
Деян Рангелов (справа) получает награду за книгу, изданную в 2019 году
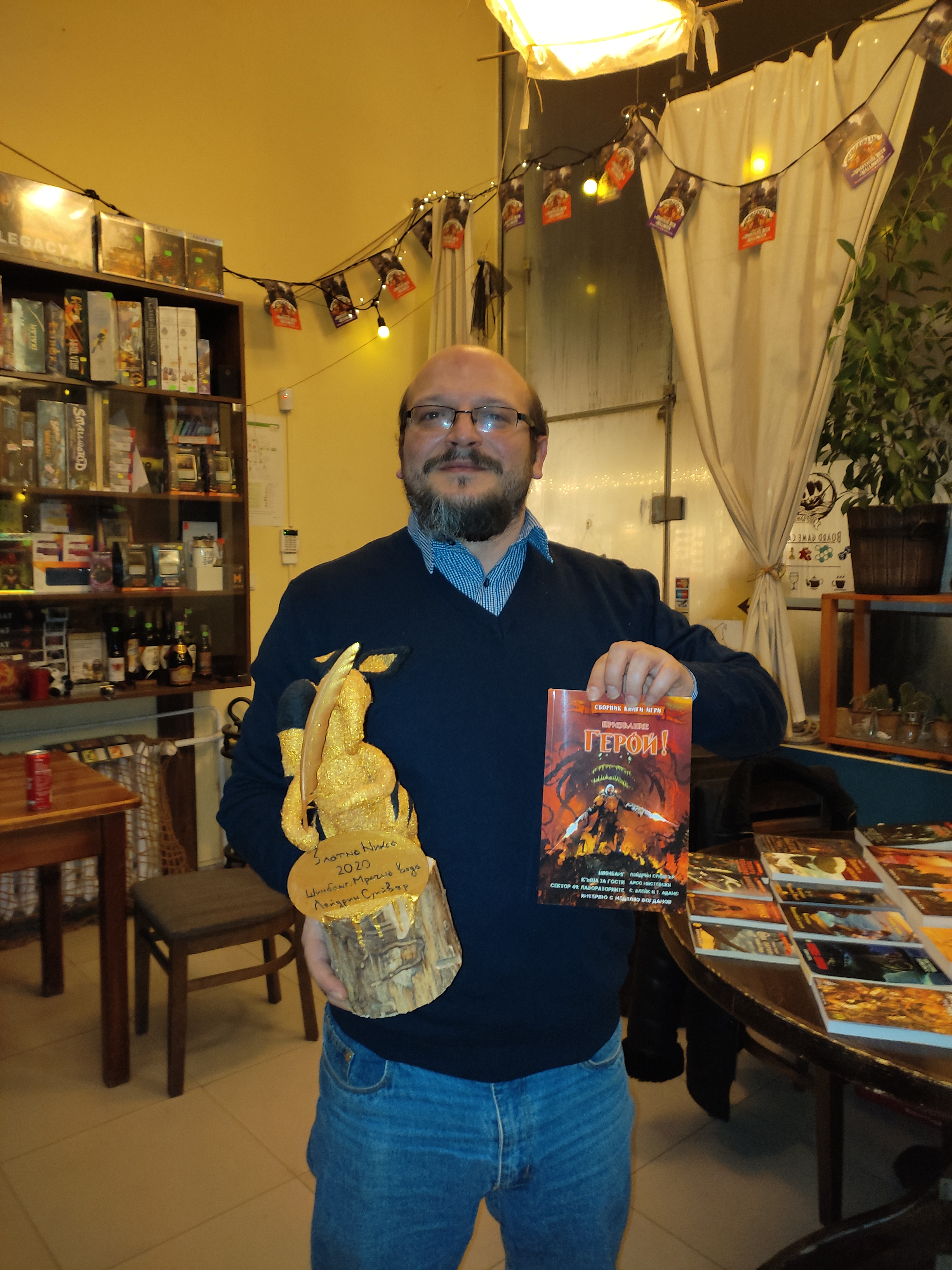
Святослав Георгиев с наградой за книгу, вышедшую в 2020 году
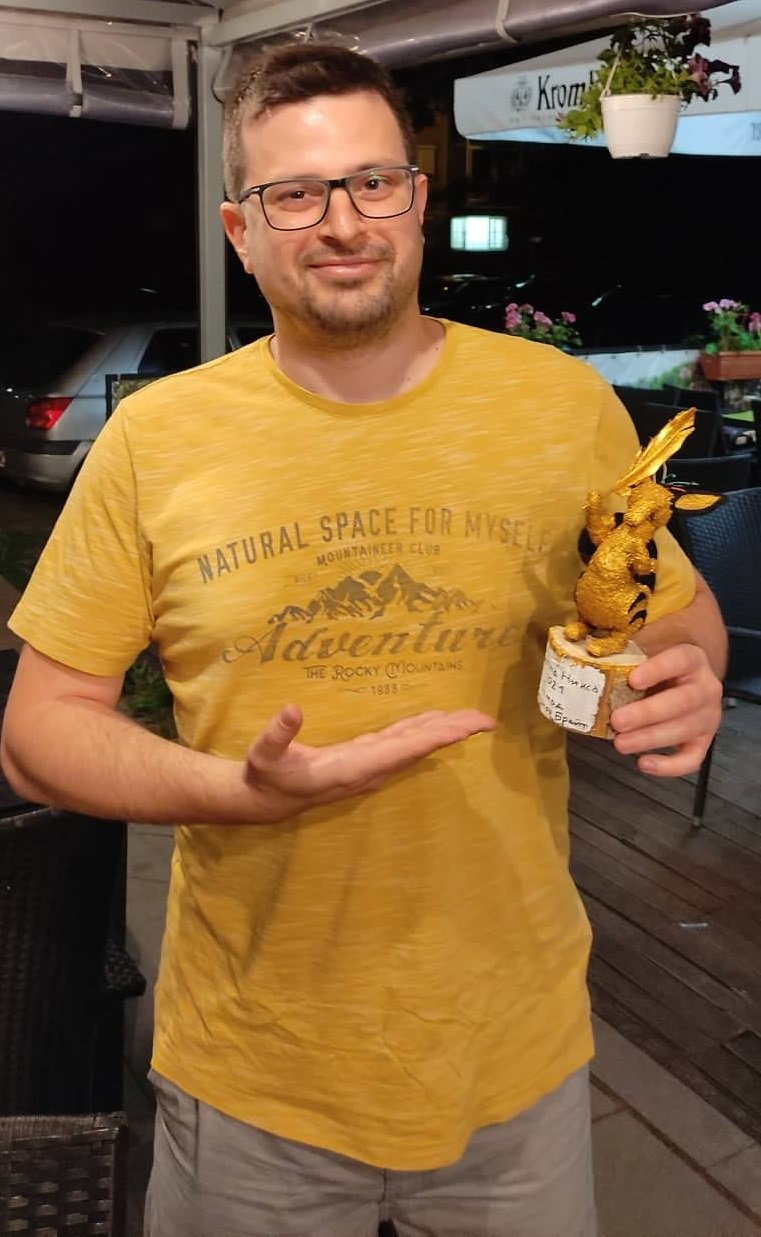
д-р Явор Ялъчков с наградой за книгу, вышедшую в 2021 году
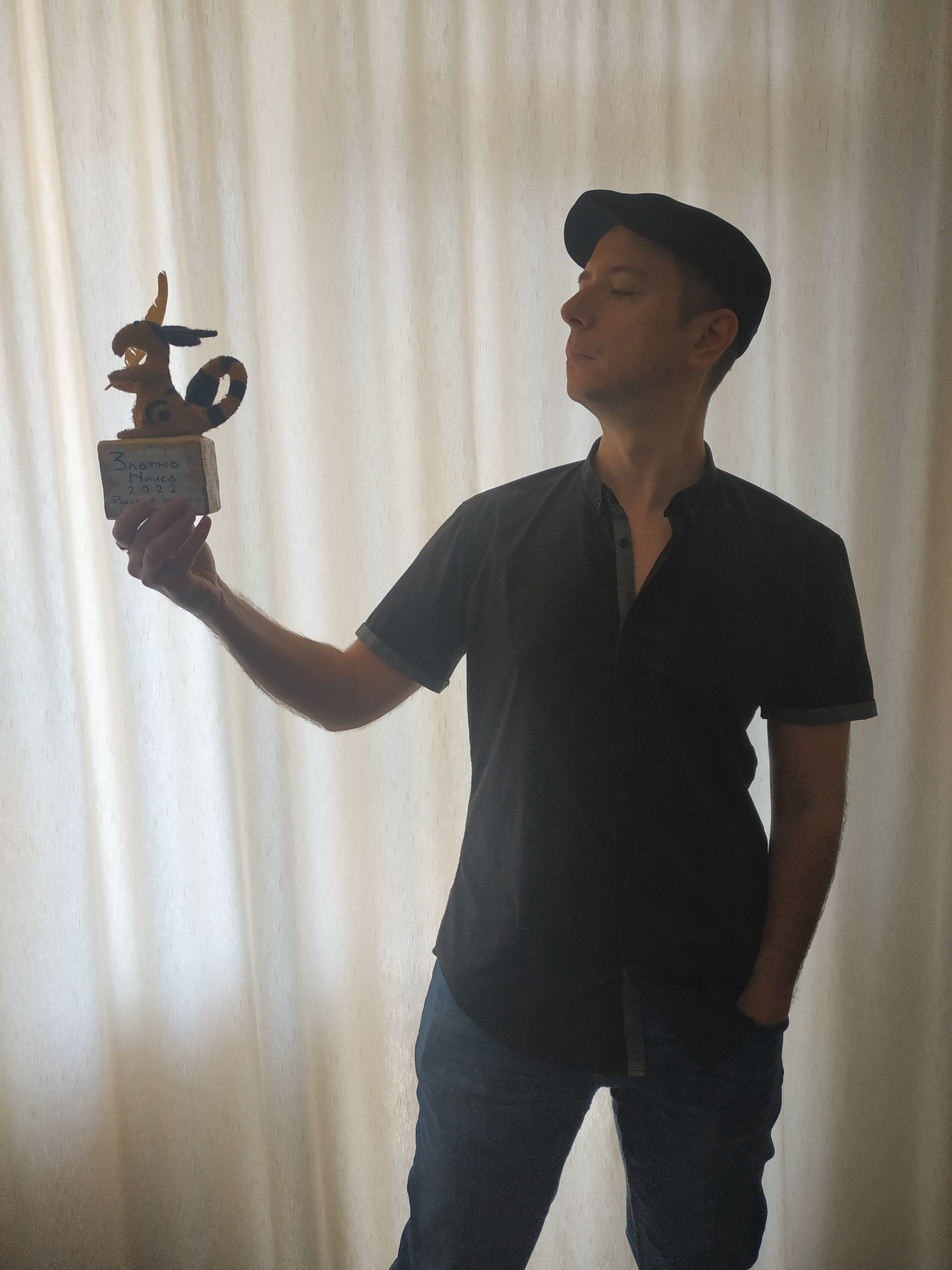
Радослав Апостолов с наградой за книгу, вышедшую в 2022 году